# سيمون تيبيت
سيمون تيبيت (من مواليد 27 فبراير 1970) سياسية برازيلية. مثلت ماتو غروسو دو سول في مجلس الشيوخ الاتحادي منذ عام 2015. في السابق كانت رئيسة بلدية تريس لاغواس من 2005 إلى 2010. وهي عضوة في حزب الحركة الديمقراطية البرازيلية.
وهي ابنة الحاكم والسناتور السابق رامز تابت. في يونيو 2015 تورطت في تحقيق لتحويل الموارد العامة لمقاول محتال أثناء رئاسة بلدية تريس لاغواس. ومع ذلك لم تواجه أي محاكمة بسبب هذا التزرط.